# صدرالدین قونوی
صدرالدین محمد بن مجدالدین اسحق قونوی (زاده: ۶۰۷ هجری، ۱۲۷۲ میلادی – درگذشت: ۶۷۱ یا ۶۷۳ هجری، ۱۲۷۴ میلادی) ملقب به شیخ کبیر عارف، فقیه، محدث، مفسر و فیلسوف قرن هفتم هجری است. فرزند ناتنی و مرید ابن عربی بود. وی همچنین در ارتباط با مولوی و سعدالدین حمویه بود و با خواجه نصیرالدین طوسی و برخی دیگر از علما مکاتبه داشت.

## زندگی‌نامه

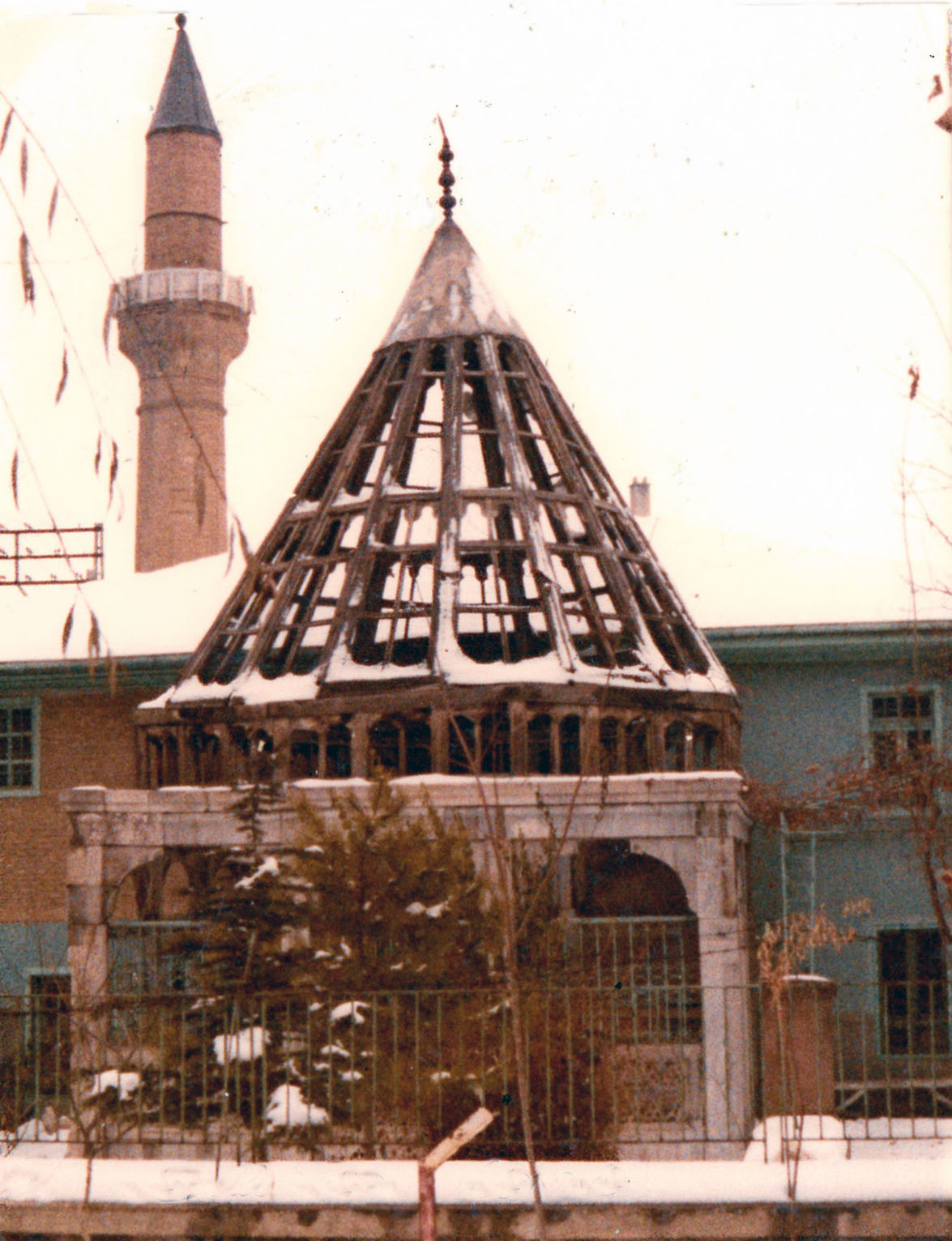
آرامگاه صدرالدین قونوی در قونیه

پدرش مجدالدین اسحاق از ارادتمندان محی‌الدین ابن عربی بود و اندکی پس از ولادت صدرالدین درگذشت. بعد از او مادرش به ازدواج ابن عربی درآمد و صدرالدین از کودکی تحت پرورش محی‌الدین ابن عربی، که او را به مصر برده بود، به تحصیل علم و معرفت پرداخت. او در علوم حقایق و دقایق صاحب کشف شد و در علوم عقلی و نقلی به ویژه علم حدیث مهارت یافت و پس از تکمیل مراتب علمی و عملی، به قونیه بازگشت و در آن شهر مدرسه و خانقاهی تأسیس کرد.
صدر قونوی همزمان با مولوی، در قونیه مدرسه و خانقاه داشت. او در آغاز کار معارض و منکر مولوی بود اما به میانجی سراج‌الدین محمود ارموی، یکی از شاگردان ش، در حلقهٔ ارادتمندان مولوی درآمد و به ملاقات و تبادل نظر با مولوی پرداخت، تا جایی که در حق او گفته‌است: «اگر بایزید و جنید در این عهد بودندی، غاشیهٔ این مرد مردانه برگرفتندی و منت بر جان خود نهادندی. خوانسالار فقر محمدی اوست و ما به طفیل وی ذوق می‌کنیم». این ارتباط دو جانبه بوده‌است و مولوی نیز احترام فراوانی برای صدرالدین قونوی قائل بوده‌است به گونه‌ای که در زمان حیات خود در نماز جماعت به صدرالدین قونوی اقتدا می‌کرده‌است و در زمان نزدیک شدن موت خود به مریدانش وصیت کرده که نماز میت ش به صدرالدین قونوی سپرده شود.
فخرالدین عراقی، قطب‌الدین شیرازی، مویدالدین جندی، شمس‌الدین ایکی، عفیف‌الدین تلسمانی و سعدالدین فرغانی از شاگردان و پیروان صاحب‌نام صدرالدین قونوی اند.

## آثار
از آثار وی می‌توان به تفسیر سوره فاتحه، مفتاح‌الغیب، الفکوک فی اسرار مستندات حکم الفصوص، شرح حدیث الاربعین، اعجاز البیان فی تاویل ام‌القرآن، تبصرةالمبتدی و تذکرةالمنتهی، مرآة العارفینن، الرسالة الهادیة، الرسالة المفصحة، الرسالة فی حق‌المهدی، رساله در مبدأ و معاد، شعب الایمان، رساله در باب عرش، رساله در مراتب کشف، شرح اسماء الحسنی، ضابة حکمیة، رسالة السیر و السلوک، نفحات الهیه، مقدمه مشارق الدراری، الشجرة النعمانیة و النصوص فی تحقیق الطور و الخصوص اشاره کرد.

## مکاتبات با خواجه نصیرالدین طوسی
وی و خواجه نصیرالدین طوسی دارای مکاتباتی در باب مسایل عرفانی بودند که به مفاوضات (در مباحث وجود و ماهیت) معروف است. خواجه نصیر در جوابیه‌اش، به صدرالدین قونوی لقب صدرالمله و الدین لسان الحقیقه برهان الطریقه ملک الحکما و العلما فی الرضین خطاب کرده و او را افضل و اکمل جهان می‌نامد و خود را مرید صادق و مستفید عاشق وی خوانده‌است.

## ابن عربی از طریق قونوی در ایران شناخته شد
ابراهیمی دینانی می‌نویسد: ابن عربی از طریق صدرالدین قونوی در ایران شناخته شد. شاید اگر قونوی نبود ابن عربی اینقدر در ایران شناخته شده نبود. چون قونوی زبان فارسی می‌دانسته و بعضی از آثارش به زبان فارسی است. او کتاب‌های ابن عربی را تدریس می‌کرده‌است مثل فصوص الحکم. بیشتر شاگردانش در آن موقع در قونیه بودند و ایرانی هم بودند.